# Football Club Lugano 2018-2019
Questa voce raccoglie le informazioni riguardanti il Football Club Lugano nelle competizioni ufficiali della stagione 2018-2019.

## Maglie e sponsor
Lo sponsor tecnico per la stagione 2018-2019 è Acerbis, mentre il main sponsor sulla maglia è AIL
| Casa | Trasferta |

## Organigramma societario
Dal sito web della società.
Area direttiva
- Presidente:Angelo Renzetti

Area organizzativa
- Team manager: Marco Padalino
- Magazziniere: Flavio Lodigiani

Area tecnica
- Direttore sportivo:
- Allenatore: Guillermo Abascal, da ottobre Fabio Celestini
- Allenatore in seconda: Mirko Conte
- Collaboratore tecnico: Mattia Croci-Torti
- Preparatore atletico: Nicholas Townsend
- Preparatore dei portieri: Luca Redaelli

Area sanitaria
- Responsabile:
- Medici sociali: Ferdinando Battistella, Cristiano Bernasconi, Marco Valcarenghi
- Massaggiatori: Vittorio Bruni Prenestino
- Fisioterapista: Martino Donati, Jacopo Soranzo
- Massoterapista: Yuri Scannapieco

## Rosa
Aggiornata al 16 gennaio 2019..
| N. |                                 | Ruolo | Calciatore                    |
| -- | ------------------------------- | ----- | ----------------------------- |
| 1  | Svizzera (bandiera)             | P     | David Da Costa                |
| 4  | Ungheria (bandiera)             | D     | Ákos Kecskés                  |
| 5  | Svizzera (bandiera)             | D     | Mijat Marić                   |
| 6  | Bosnia ed Erzegovina (bandiera) | C     | Miroslav Čovilo               |
| 7  | Svizzera (bandiera)             | D     | Cendrim Kameraj               |
| 8  | Svizzera (bandiera)             | C     | Valon Fazliu                  |
| 10 | Svizzera (bandiera)             | C     | Mattia Bottani                |
| 11 | Brasile (bandiera)              | A     | Carlinhos Júnior              |
| 13 | Italia (bandiera)               | P     | Alexander Muci                |
| 14 | Uruguay (bandiera)              | C     | Jonathan Sabbatini (capitano) |
| 15 | Costa d'Avorio (bandiera)       | D     | Eloge Yao                     |
| 16 | Svizzera (bandiera)             | D     | Numa Lavanchy                 |
| 17 | Ungheria (bandiera)             | C     | Bálint Vécsei                 |
| 18 | Italia (bandiera)               | C     | Mario Piccinocchi             |

| N. |                      | Ruolo | Calciatore          |
| -- | -------------------- | ----- | ------------------- |
| 19 | Svezia (bandiera)    | A     | Alexander Gerndt    |
| 20 | Croazia (bandiera)   | C     | Petar Brlek         |
| 21 | Austria (bandiera)   | A     | Marc Janko          |
| 28 | Svizzera (bandiera)  | D     | Fulvio Sulmoni      |
| 30 | Svizzera (bandiera)  | D     | Fabio Daprelà       |
| 32 | Albania (bandiera)   | A     | Armando Sadiku      |
| 33 | Slovenia (bandiera)  | C     | Domen Črnigoj       |
| 46 | Svizzera (bandiera)  | P     | Noam Baumann        |
| 76 | Svizzera (bandiera)  | P     | Lucio Soldini       |
| 77 | Rep. Ceca (bandiera) | C     | Roman Macek         |
| 88 | Belgio (bandiera)    | C     | Alexandro Cavagnera |
| 91 | Svizzera (bandiera)  | C     | Dragan Mihajlović   |
| 99 | Kosovo (bandiera)    | A     | Leutrim Kryeziu     |

## Calciomercato

### Sessione estiva
| Acquisti | Acquisti            | Acquisti        | Acquisti   |
| R.       | Nome                | da              | Modalità   |
| -------- | ------------------- | --------------- | ---------- |
| D        | Ákos Kecskés        | Korona Kielce   | definitivo |
| D        | Mijat Marić         | Lokeren         | definitivo |
| C        | Miroslav Čovilo     | KS Cracovia     | definitivo |
| C        | Valon Fazliu        | Rapperswil-Jona | definitivo |
| C        | Petar Brlek         | Genoa           | definitivo |
| C        | Roman Macek         | Juventus        | definitivo |
| C        | Alexandro Cavagnera | Milan           | definitivo |
| C        | Leutrim Kryeziu     | Gjilan          | definitivo |

| Cessioni | Cessioni         | Cessioni     | Cessioni       |
| R.       | Nome             | a            | Modalità       |
| -------- | ---------------- | ------------ | -------------- |
| P        | Joël Kiassumbua  | Servette     | fine prestito  |
| D        | Steve Rouiller   | Servette     | fine prestito  |
| D        | Silvano Schäppi  | Wil          | prestito       |
| D        | Vladimir Golemić | Crotone      | fine contratto |
| D        | Luca Crescenzi   | Pro Vercelli | fine prestito  |
| C        | Davide Mariani   | Levski Sofia | prestito       |
| C        | Stefano Guidotti | Chiasso      | definitivo     |
| C        | Chinwendu Nkame  | Ankaran      | fine prestito  |
| C        | Emerson Crepaldi | Gil Vicente  | fine prestito  |
| A        | Gioele Franzese  | Wohlen       | definitivo     |
| A        | Assan Ceesay     | Zurigo       | prestito       |

### Sessione invernale
| Acquisti | Acquisti        | Acquisti     | Acquisti   |
| R.       | Nome            | da           | Modalità   |
| -------- | --------------- | ------------ | ---------- |
| D        | Numa Lavanchy   | Grasshoppers | definitivo |
| D        | Qëndrim Kameraj | Juventus II  | definitivo |
| A        | Armando Sadiku  | Levante      | definitivo |

| Cessioni | Cessioni            | Cessioni   | Cessioni                         |
| R.       | Nome                | da         | Modalità                         |
| -------- | ------------------- | ---------- | -------------------------------- |
| P        | Emanuele Durini     | Mendrisio  | Prestito con diritto di riscatto |
| D        | Edoardo Masciangelo | Juventus   | definitivo                       |
| D        | Jetmir Krasniqi     | Voluntari  | Prestito con diritto di riscatto |
| D        | Stanley Amuzie      | Aluminij   | Prestito con diritto di riscatto |
| C        | Eris Abedini        | Winterthur | rescissione contratto            |
| A        | Salah Binous        | Zurigo     | rescissione contratto            |
| A        | Carlo Manicone      | Chiasso    | definitivo                       |

## Risultati

### Super League

#### Girone di andata
| Arbitro: | Klossner |

|                  |           |                         |
| Grgić 73’ (rig.) | Marcatori | 4’Mihajlović 38’Daprelà |

| Arbitro: | Erlachner |

|  |           |                          |
|  | Marcatori | 27’ Fassnacht 76’ Hoarau |

| Arbitro: | Jaccottet |

|                                                       |           |                   |
| Demhasaj 22’ Schürpf 45’ (rig.) Schürpf 58’ Eleke 74’ | Marcatori | 6’ Yao 64’ Vécsei |

| Arbitro: | Tschudi |

|                              |           |                            |
| Ceesay 35’ (rig.) Ceesay 57’ | Marcatori | 75’ Nathan 90+5’ Cvetković |

| Arbitro: | San |

|            |           |             |
| Karlen 52’ | Marcatori | 51’ Daprelà |

| Arbitro: | Klossner |

|            |           |  |
| Čovilo 44’ | Marcatori |  |

| Arbitro: | Tschudi |

|                       |           |                         |
| Sierro 29’ Sierro 42’ | Marcatori | 53’ Bottani 90+2’Gerndt |

| Arbitro: | Fändrich |

|                       |           |              |
| Ramizi 8’ Nuzzolo 70’ | Marcatori | 90+2’ Gerndt |

| Arbitro: | Erlachner |

|                       |           |                    |
| Čovilo 52’ Junior 82’ | Marcatori | 9’ Zuffi 50’ Ajeti |

| Arbitro: | Schnyder |

|                                  |           |            |
| Čovilo 11’ (aut.) Holzhauser 21’ | Marcatori | 6’ Bottani |

| Arbitro: | Schärer |

|                                   |           |             |
| Bottani 20’ Junior 24’ Junior 90’ | Marcatori | 90+4’ Buess |

| Arbitro: | Jaccottet |

|                      |           |             |
| Junior 2’ Gerndt 37’ | Marcatori | 19’ Tosetti |

| Arbitro: | San |

|                                     |           |                                                 |
| Bua 11’ Bua 34’ van Wolfswinkel 84’ | Marcatori | 51’ (aut.) van Wolfswinkel 79’ (rig.) Sabbatini |

| Arbitro: | Schnyder |

|            |           |                                                  |
| Junior 72’ | Marcatori | 37’ Vargas 47’ C. Schneuwly 61’ Vargas 75’ Eleke |

| Arbitro: | Klossner |

|               |           |  |
| Sulejmani 83’ | Marcatori |  |

| Arbitro: | Hänni |

|                       |           |                           |
| Junior 22’ Junior 80’ | Marcatori | 54’ Nuzzolo 90+3’ Nuzzolo |

| Arbitro: | San |

|                              |           |                        |
| Čovilo 42’ Bamert 49’ (aut.) | Marcatori | 13’ Neitzke 73’ Adryan |

| Zurigo 16 dicembre 2018, ore 16:00 CEST 18ª giornata | Zurigo | 0 – 0 | Lugano | Letzigrund (7 769 spett.)\| Arbitro: \| Bieri \| |
| Arbitro:                                             | Bieri  |       |        |                                                  |

#### Girone di ritorno
| Arbitro: | San |

|              |           |                                        |
| Lavanchy 60’ | Marcatori | 40’ Spielmann 55’ Spielmann 58’ Sorgić |

| Arbitro: | Tschudi |

|                         |           |                          |
| Lenjani 25’ Ndoye 90+4’ | Marcatori | 10’ Gerndt 77’ Sabbatini |

| Arbitro: | Jaccottet |

|  |           |                                     |
|  | Marcatori | 32’ Sadiku 77’ Gerndt 86’ Sabbatini |

| Arbitro: | Bieri |

|  |           |             |
|  | Marcatori | 90+4’ Nsame |

| Arbitro: | Sandro Schärer |

|  |           |            |
|  | Marcatori | 30’ Gerndt |

| Arbitro: | San |

|               |           |          |
| Sabbatini 44’ | Marcatori | 7’ Ajeti |

| Arbitro: | Fähndrich |

|  |           |                          |
|  | Marcatori | 15’ Gerndt 49’ Sabbatini |

| Arbitro: | Klossner |

|              |           |            |
| Djuricin 13’ | Marcatori | 45’ Junior |

| Lugano 3 aprile 2019, ore 20:00 CEST 27ª giornata | Lugano    | 0 – 0 | Neuchâtel Xamax | Stadio Cornaredo (3 655 spett.)\| Arbitro: \| Jaccottet \| |
| Arbitro:                                          | Jaccottet |       |                 |                                                            |

| Arbitro: | Schnyder |

|           |           |            |
| Suchý 75’ | Marcatori | 67’ Sadiku |

| Arbitro: | Dudic |

|            |           |            |
| Junior 77’ | Marcatori | 74’ Adryan |

| Arbitro: | Schärer |

|                                   |           |  |
| Junior 40’ Brlek 83’ Junior 90+1’ | Marcatori |  |

| Arbitro: | Bieri |

|                       |           |                      |
| Hoarau 34’ Hoarau 45’ | Marcatori | 8’ Junior 56’ Junior |

| Arbitro: | San |

|            |           |  |
| Gerndt 39’ | Marcatori |  |

| Arbitro: | Fähndrich |

|                     |           |  |
| Costanzo 27’ (rig.) | Marcatori |  |

| Arbitro: | Bieri |

|           |           |  |
| Gerndt 7’ | Marcatori |  |

| Arbitro: | Erlachner |

|            |           |                  |
| Pickel 67’ | Marcatori | 36’ (aut.) Gomes |

| Arbitro: | Klossner |

|                                  |           |                                   |
| Sadiku 39’ Bottani 47’ Brlek 86’ | Marcatori | 44’ Zesiger 61’ Ngoy 70’ Djuricin |

### Coppa Svizzera
| Arbitro: | Schärer |

|  |           |                                             |
|  | Marcatori | 4’ Črnigoj 21’ Gerndt 50’ Ceesay 57’ Ceesay |

| Arbitro: | Tschudi |

|  |           |              |
|  | Marcatori | 5’ Sabbatini |

| Arbitro: | Jaccottet |

|                                        |           |            |
| Črnigoj 61’ Gerndt 100’ Carlinhos 120’ | Marcatori | 79’ Doudin |

| Arbitro: | Schnyder |

|                                     |           |                      |
| Salanović 34’ Sutter 71’ Sorgić 82’ | Marcatori | 41’ Čovilo 90’ Janko |

## Statistiche

### Statistiche di squadra
| Competizione   | Punti | In casa | In casa | In casa | In casa | In casa | In casa | In trasferta | In trasferta | In trasferta | In trasferta | In trasferta | In trasferta | Totale | Totale | Totale | Totale | Totale | Totale | DR |
| Competizione   | Punti | G       | V       | N       | P       | Gf      | Gs      | G            | V            | N            | P            | Gf           | Gs           | G      | V      | N      | P      | Gf     | Gs     | DR |
| -------------- | ----- | ------- | ------- | ------- | ------- | ------- | ------- | ------------ | ------------ | ------------ | ------------ | ------------ | ------------ | ------ | ------ | ------ | ------ | ------ | ------ | -- |
| Super League   | 46    | 18      | 6       | 8       | 4       | 26      | 25      | 18           | 4            | 8            | 6            | 24           | 24           | 36     | 10     | 16     | 10     | 50     | 49     | +1 |
| Coppa Svizzera | -     | 1       | 1       | 0       | 0       | 3       | 1       | 3            | 2            | 0            | 1            | 7            | 3            | 4      | 3      | 0      | 1      | 10     | 4      | +6 |
| Totale         | 46    | 19      | 7       | 8       | 4       | 29      | 26      | 21           | 6            | 8            | 7            | 31           | 27           | 40     | 13     | 16     | 11     | 60     | 53     | +7 |

### Andamento in campionato
| Giornata  | 1 | 2 | 3 | 4 | 5 | 6 | 7 | 8 | 9 | 10 | 11 | 12 | 13 | 14 | 15 | 16 | 17 | 18 | 19 | 20 | 21 | 22 | 23 | 24 | 25 | 26 | 27 | 28 | 29 | 30 | 31 | 32 | 33 | 34 | 35 | 36 |
| --------- | - | - | - | - | - | - | - | - | - | -- | -- | -- | -- | -- | -- | -- | -- | -- | -- | -- | -- | -- | -- | -- | -- | -- | -- | -- | -- | -- | -- | -- | -- | -- | -- | -- |
| Luogo     | T | C | T | C | T | C | T | T | C | T  | C  | C  | T  | C  | T  | C  | C  | T  | C  | T  | T  | C  | T  | C  | T  | T  | C  | T  | C  | C  | T  | C  | T  | C  | T  | C  |
| Risultato | V | P | P | N | N | V | N | P | N | P  | V  | V  | P  | P  | P  | N  | N  | N  | P  | N  | V  | P  | V  | N  | V  | N  | N  | N  | N  | V  | N  | V  | P  | V  | N  | N  |
| Posizione | 3 | 7 | 9 | 7 | 8 | 6 | 6 | 7 | 6 | 8  | 6  | 6  | 6  | 7  | 9  | 8  | 8  | 8  | 8  | 8  | 8  | 8  | 8  | 7  | 7  | 7  | 7  | 8  | 6  | 4  | 5  | 3  | 6  | 3  | 4  | 3  |

Legenda:

Luogo: C = Casa; T = Trasferta. Risultato: V = Vittoria; N = Pareggio; P = Sconfitta.